# Sandy Posey
Sandra Lou (Sandy) Posey (Jasper (Alabama), 18 juni 1944 – Lebanon (Tennessee), 20 juli 2024) was een Amerikaanse zangeres.
In de jaren zestig van de 20e eeuw had ze drie hits in het popgenre, die alle drie de twaalfde plaats haalden in de Billboard Hot 100. In de jaren zeventig stapte ze over op countrymuziek, met redelijk succes.

## Carrière
In de vroege jaren zestig trad Posey op als achtergrondzangeres. Ze zong onder andere op opnamen van Elvis Presley, Bobby Goldsboro en Percy Sledge (ze zong ook mee bij When a Man Loves a Woman).
In 1965 nam ze als solozangeres een plaat op, Kiss Me Goodnight, die flopte. Daarna volgden echter drie singles die alle drie schoten in de roos waren. Ze brachten het alle drie tot nummer 12 in de Billboard Hot 100:
- Born a Woman (toppositie in augustus 1966) had een wat melodramatische tekst (‘You're born to be stepped on, lied to, cheated on’: ‘Je bent geboren om vertrapt, belogen, bedrogen te worden’), maar sloeg aan. Ook in andere landen werd het nummer een succes: 24 in Groot-Brittannië, 27 in Nederland.[1]
- Single Girl (toppositie in januari 1967) vertelt hoe triest het leven is voor een meisje alleen. Het nummer haalde de 15e plaats in de UK Singles Chart,[2] maar scoorde niet in Nederland.
- I Take It Back (toppositie in juli 1967) gaat over een meisje dat het uit wil maken met haar vriend, maar haar woorden direct terugneemt als ze ziet dat hij daardoor helemaal van streek raakt. In Groot-Brittannië kwam het nummer niet in de hitparade, maar in Nederland haalde het de vierde plaats.[3]

Volgende platen waren veel minder succesvol.
In 1968 kwam ze naar Nederland, waar ze optrad op het Grand Gala du Disque Populaire. In 1969 trouwde ze met James ‘Billy’ Buchanan Robinson Jr. Na een scheiding hertrouwde ze in 1993 met Wade Cummins, een Elvis Presley-imitator die optreedt onder de naam Elvis Wade.
In 1971 veranderde ze haar repertoire en ging ze countrymuziek zingen. Met haar platen haalde ze regelmatig de Hot Country Songs, de hitlijst voor dit genre die Billboard bijhoudt, maar de hoogste positie die ze ooit bereikt heeft, was de 18e plaats. Sommige liedjes zijn christelijk geïnspireerd.
Na 1983 bleven de hits uit, maar ze bleef lange tijd optreden (soms met haar man) en platen maken. Ook was ze een veelgevraagde achtergrondzangeres.
Posey overleed op 20 juli 2024 op 80-jarige leeftijd, zaterdagmorgen thuis in Lebanon (Tennessee) aan de gevolgen van dementie.

## Discografie (selectie)
In de lijst met singles zijn alleen de platen met een notering in de Billboard Hot 100 (BH100) of de Hot Country Songs (HCS) opgenomen.

### Singles
- 1966: Born a Woman (BH100: 12)
- Single Girl (BH100: 12)
- 1967: What a Woman in Love Won't Do (BH100: 31)
- I Take It Back (BH100: 12)
- Are You Never Coming Home (BH100: 59)
- 1972: Bring Him Safely Home to Me (HCS: 18)
- Why Don't We Go Somewhere and Love (HCS: 	51)
- Happy, Happy Birthday Baby (HCS: 36)
- 1973: Don't (HCS: 39)
- 1976: Trying to Live Without You Kind of Days (HCS: 99)
- It's Midnight (Do You Know Where Your Baby Is?) (HCS: 93)
- 1978: Born to Be with You (HCS: 21)
- Love, Love, Love/Chapel of Love (HCS: 26)
- 1979: Love Is Sometimes Easy (HCS: 26)
- Try Home (HCS: 82)
- 1983: Can't Get Used to Sleeping Without You (HCS: 88)

### Lp's
- 1966: Born a Woman
- 1967: A Single Girl
- Sandy Posey Featuring "I Take It Back"
- The Best of Sandy Posey
- 1968: Looking at You
- The Very Best of Sandy Posey
- 1972: Why Don't We Go Somewhere and Love
- 1982: Because of You

### Verzamel-cd's
- 2002: Single Girl: Very Best of MGM Years
- 2004: Born to Be Hurt: Anthology 1966-1982